# Lissie
 (avril 2023).
Elisabeth 'Lissie' Corrin Maurus (née le 21 novembre 1982), connue sous son nom de scène Lissie, est une auteure-compositrice-interprète américaine de folk rock. Elle a sorti son premier EP Why You Runnin’ en novembre 2009. Son premier album Catching a tiger a été publié en juin 2010. Son second album Back to Forever est sorti en octobre 2013, avec les singles Further Away (Romance Police) et Sleepwalking. Elle est également connue pour ses reprises de Pursuit of Happiness de Kid Cudi, Nothing Else Matters de Metallica ou Mother de Danzig.

## Biographie
Lissie est née et a grandi à Rock Island dans l'Illinois. Son père est médecin et sa mère est designer d'intérieur. Elle était intéressée par le chant et la musique dès son plus jeune âge. Elle a joué le rôle-titre de la comédie musicale Annie à l'âge de neuf ans. « À l'école secondaire, il semble que tout le monde a plus de drame qu'à tout autre moment de sa vie. Alors, c'est le moment de ma vie où je me suis plus investie dans la musique comme un moyen de rester saine d'esprit » dit-elle dans une interview[réf. nécessaire]. Durant sa dernière année de lycée, elle a été expulsée « pour quelque chose de stupide qu'elle a fait, mais c'était un peu comme l'aboutissement de tout un tas de choses négatives qui s'étaient passées ». Elle a passé deux ans au Colorado State University à Fort Collins. Elle a collaboré avec DJ Harry de SCI Fidelity Records sur une chanson, All My Life, qui a été présentée à la télévision dans Dr House, Newport Beach (The O.C.), Veronica Mars et Wildfire. Après avoir passé un semestre à Paris, elle a terminé ses études dans le but de poursuivre une carrière dans la musique.

## Carrière musicale
En 2007, elle a produit un EP composé de 4 chansons. Début 2008, Lenny Kravitz l'invite à faire la première partie de son Love Revolution Tour, après qu'un ami lui a fait découvrir son MySpace. Durant la même année, The Longest Road, une chanson qu'elle coécrit avec DJ Morgan Page, atteint la quatrième place au Billboard's Hot Dance Club Songs. « Nous nous sommes rencontrés dans l'idée qu'il allait remixer une de mes chansons (…) Mais nous avons décidé de travailler sur une nouvelle chanson ensemble », dit-elle au City Times Quad. Le remix de Deadmau5 a été nommé pour un Grammy dans la catégorie « Best Remixed Recording, non classique ».
Son EP Why You Runnin’, produit par Bill Reynolds de Band of Horses, est sorti en novembre 2009 sur le label Fat Possum. Une des chansons, Oh Mississippi, a été coécrite avec Ed Harcourt, qu'elle a rencontré par un ami commun. Cet EP a été classé dans le magazine Paste parmi les « huit meilleurs débuts musicaux de l'année 2009 ». Au début de 2010, elle a donné une série de concerts au Royaume-Uni dont Joshua Radin, chanteuse de l'Ohio, assurait les premières parties.
Lissie signa avec Sony Music UK Columbia Records. Son premier album, Catching a Tiger, est sorti le 21 juin 2010. L'album fut enregistré à Nashville en 2009 et a été produit par Jacquire King. Le premier single extrait de l'album, In Sleep, est choisi comme chanson du jour par le magazine Q le 13 mars 2010. Un second single issu de l'album, When I'm Alone, est sorti.
En 2012, elle participe au nouvel album du chanteur britannique Robbie Williams, Take the Crown, en cointerprétant le titre Losers, reprise du duo américain The Belle Brigade.
En avril 2013 sort le premier single Shameless de son nouvel album Back to Forever.
Elle sort en juillet 2013 la vidéo de la chanson Further Away (Romance Police) co-écrite avec Jim Irvin and Julian Emery et produite par Garret Lee, second single de l'album.
En octobre 2013, Lissie sort Sleepwalking, le troisième titre de Back to Forever.
En février 2014, un quatrième single intitulé The Habit, est inclus dans la playlist de la BBC Radio 2.
Lissie annonce en mars 2014 la sortie d'un EP indépendant Cryin' to You, qui contient notamment les reprises de Mother de Danzig, Hold On We're Going Home de Drake et To Ramona de Bob Dylan. Cette production indépendante a été enregistrée aux studios Brotheryn de Ojai en Californie, avec les membres de son groupe Eric Sullivan, Lewis Keller et Jesse Siebenberg.
En 2017 elle interprète sa chanson Wild West dans la scène de fin de l'épisode 14 de la série Twin Peaks : The return dirigée par David Lynch.